# Кубок Європи з метань 2021
Кубок Європи з метань 2021 був проведений 8-9 травня в Спліті.
Змагання відбувалися на головній та допоміжній аренах стадіону «Парк Младежі», а чоловіки та жінки груп А у штовханні ядра змагалися на арені античного амфітеатру, розташованому в Соліні, передмісті Спліта.
Первісно рішення про проведення Кубку в португальській Лейрії впродовж трьох сезонів поспіль (2020—2022) було прийнято виконавчим комітетом Європейської легкоатлетичної асоціації 3 березня 2019. Спочатку змагання планувались до проведення 13-14 березня, проте на початку лютого було оголошено про їх перенесення на більш пізні дати через пандемію коронавірусної хвороби. Наприкінці березня 2021 було оголошено про нові дати та місце проведення змагань — 8-9 травня у Спліті.
Програма змагань включала чотири метальні легкоатлетичні дисципліни (штовхання ядра, метання диска, метання молота, метання списа) серед чоловіків та жінок у абсолютній віковій категорії (дорослі) та серед молоді (U23).
На Кубку були показані високі результати у метанні списа. У перший день змагань німець Йоганнес Феттер переміг з чудовою серію з шести вдалих спроб (91,12 — 90,43 — 89,63 — 88,34 — 84,20 — 88,23). Наступного дня полька Марія Андрейчик метнула спис на 71,40 (в іншій спробі вона також показала першокласний результат — 69,68), ставши п'ятою спортсменкою в історії дисципліни, якій вдалось перетнути 70-метровий рубіж, та піднявшись на третю сходинку у рейтингу усіх часів.
Без перемог полишили Спліт Павел Файдек та Аніта Влодарчик, фаворити Кубку у метанні молота. Для Влодарчик це був перший старт після довгої перерви, викликаної травмою коліна. Вона посіла друге місце, небагато програвши співвітчизниці Мальвіні Копрон. Файдек же був лише четвертим зі скромним як для себе результатом 74,48.

## Індивідуальна першість

### Чоловіки
| Дисципліна     | Золото                    | Золото   | Срібло                       | Срібло      | Бронза                         | Бронза   |
| -------------- | ------------------------- | -------- | ---------------------------- | ----------- | ------------------------------ | -------- |
| Дорослі        |                           |          |                              |             |                                |          |
| Штовхання ядра | Андрей Тоадер Румунія     | 20,83 PB | Франсішку Белу Португалія    | 20,47       | Скотт Лінкольн Велика Британія | 20,25    |
| Метання диска  | Янош Гусак Угорщина       | 65,35    | Гудні Гуднасон Ісландія      | 63,66 SB    | Марек Барта Чехія              | 63,33    |
| Метання молота | Ешреф Апак Туреччина      | 75,99    | Кріс Беннетт Велика Британія | 75,36       | Янн Шоссінан Франція           | 74,54    |
| Метання списа  | Йоганнес Феттер Німеччина | 91,12    | Андріан Мардаре Молдова      | 86,66 NR    | Павло Мелешко Білорусь         | 82,55    |
| Молодь (U23)   |                           |          |                              |             |                                |          |
| Штовхання ядра | Дмитро Карпук Білорусь    | 19,99    | Одіссей Музенідіс Греція     | 19,81       | Альперен Карахан Туреччина     | 19,48    |
| Метання диска  | Євген Богуцький Білорусь  | 64,37 CR | Гіоргос Коніаракіс Кіпр      | 59,31 NU23R | Том Ро Франція                 | 58,11    |
| Метання молота | Пінос Францескакіс Греція | 75,10 SB | Давід Пілат Польща           | 71,29 WU20L | Рубен Антунеш Португалія       | 71,05 PB |
| Метання списа  | Теураїтераї Тупая Франція | 80,46 PB | Павло Сосимович Білорусь     | 77,23 SB    | Топіас Лайне Фінляндія         | 76,84    |

### Жінки
| Дисципліна     | Золото                   | Золото      | Срібло                       | Срібло   | Бронза                       | Бронза   |
| -------------- | ------------------------ | ----------- | ---------------------------- | -------- | ---------------------------- | -------- |
| Дорослі        |                          |             |                              |          |                              |          |
| Штовхання ядра | Сара Гамбетта Німеччина  | 18,86 EL    | Альона Дубицька Білорусь     | 18,79    | Емель Дерелі Туреччина       | 18,29    |
| Метання диска  | Ліліана Ка Португалія    | 62,80       | Іріна Родрігеш Португалія    | 62,79 SB | Шаніс Крафт Німеччина        | 62,05    |
| Метання молота | Мальвіна Копрон Польща   | 72,82       | Аніта Влодарчик Польща       | 72,37    | Александра Таверньє Франція  | 70,55    |
| Метання списа  | Марія Андрейчик Польща   | 71,40 CR    | Крістін Гуссонг Німеччина    | 66,44 SB | Тетяна Холодович Білорусь    | 62,88    |
| Молодь (U23)   |                          |             |                              |          |                              |          |
| Штовхання ядра | Пінар Акйоль Туреччина   | 17,65 WU20L | Акселіна Йоханссон Швеція    | 17,50 PB | Аманда Нганду-Нтумба Франція | 16,09 PB |
| Метання диска  | Озлем Беджерек Туреччина | 57,02       | Аманда Нганду-Нтумба Франція | 55,48    | Аннесофі Нільсен Данія       | 54,21 PB |
| Метання молота | Єва Розанська Польща     | 67,46 PB    | Сесілія Дезідері Італія      | 63,99    | Катрін Кох Якобсен Данія     | 63,67    |
| Метання списа  | Адріана Вілагош Сербія   | 60,22       | Юлія Валтанен Фінляндія      | 56,24    | Карина Буткевич Білорусь     | 56,20    |

## Командна першість
Кожна країна могла виставити по 2 спортсмени у кожній дисципліні серед дорослих та по одному — серед молоді. В залік йшов кращий результат в кожній метальній дисципліні, після чого він переводився в очки за допомогою Міжнародної таблиці переводу результатів Світової легкої атлетики. За сумою отриманих очок визначались переможці та призери в командному заліку Кубка. У межах командного заліку медалі отримували всі атлети країни, яка посіла призове місце, за умови виконання таким атлетом всіх спроб (необов'язково успішних) у змаганнях.
Золоті нагороди за підсумками командної першості отримали легкоатлети Німеччини, Польщі, Білорусі та Туреччини.

### Чоловіки
| Категорія    | Золото                                                               | Золото    | Срібло | Срібло | Бронза                                                                            | Бронза |
| ------------ | -------------------------------------------------------------------- | --------- | --- | ------ | --------------------------------------------------------------------------------- | ------ |
| Дорослі      | Німеччина Денніс Левке Давід Вробель Трістан Швандке Йоганнес Феттер | 4489 очок | Польща Якуб Шишковський Роберт Урбанек Павел Файдек Ципріан Мжиглуд Себастьян Лукшо Бартоломей Стуй Марцин Вротинський | 4378   | Білорусь Олег Томашевич Гліб Жук Юрій Васильченко Павло Мелешко Олексій Котковець | 4312   |
| Молодь (U23) | Білорусь Дмитро Карпук Євген Богуцький Денис Шабасов Павло Сосимович | 4277      | Франція Ервін Абду Том Ро Уго Таверньє Теураїтераї Тупая                                                               | 4109   | Польща Пйотр Гоздзевич Войцех Марок Давід Пілат Давід Вегнер                      | 4054   |

### Жінки
| Категорія    | Золото | Золото    | Срібло                                                                                            | Срібло | Бронза                                                                                                  | Бронза |
| ------------ | --- | --------- | ------------------------------------------------------------------------------------------------- | ------ | --- | ------ |
| Дорослі      | Польща Клаудія Кардаш Дар'я Забавська Мальвіна Копрон Марія Андрейчик Кароліна Урбан Аніта Влодарчик Клаудія Регін | 4549 очок | Німеччина Сара Гамбетта Шаніс Крафт Саманта Борутта Крістін Гуссонг Катаріна Майш Кароліна Пезлер | 4519   | Білорусь Альона Дубицька Світлана Сєрова Анна Малищик Тетяна Холодович Олена Соболева Вікторія Богуцька | 4317   |
| Молодь (U23) | Туреччина Пінар Акйоль Озлем Беджерек Дюнья Езгі Саян Мюневвер Ханджі                                              | 3934      | Білорусь Аліна Нікітенко Маріола Букель Карина Буткевич                                           | 3715   | Польща Катрін Бжишковська Ніна Старух Єва Розанська Ангеліка Антоняк                                    | 3612   |

## Медальний залік
До медального заліку включені нагороди за підсумками індивідуальної та командної першостей.
| Місце                | Країна               | Золото | Срібло | Бронза | Загалом |
| -------------------- | -------------------- | ------ | ------ | ------ | ------- |
| 1                    | Польща               | 4      | 3      | 2      | 9       |
| 2                    | Туреччина            | 4      | 0      | 2      | 6       |
| 3                    | Білорусь             | 3      | 3      | 5      | 11      |
| 4                    | Німеччина            | 3      | 2      | 1      | 6       |
| 5                    | Франція              | 1      | 2      | 4      | 7       |
| 6                    | Португалія           | 1      | 2      | 1      | 4       |
| 7                    | Греція               | 1      | 1      | 0      | 2       |
| 8                    | Румунія              | 1      | 0      | 0      | 1       |
| 8                    | Сербія               | 1      | 0      | 0      | 1       |
| 8                    | Угорщина             | 1      | 0      | 0      | 1       |
| 11                   | Велика Британія      | 0      | 1      | 1      | 2       |
| 11                   | Фінляндія            | 0      | 1      | 1      | 2       |
| 13                   | Ісландія             | 0      | 1      | 0      | 1       |
| 13                   | Італія               | 0      | 1      | 0      | 1       |
| 13                   | Кіпр                 | 0      | 1      | 0      | 1       |
| 13                   | Молдова              | 0      | 1      | 0      | 1       |
| 13                   | Швеція               | 0      | 1      | 0      | 1       |
| 18                   | Данія                | 0      | 0      | 2      | 2       |
| 19                   | Чехія                | 0      | 0      | 1      | 1       |
| Загалом (19 збірних) | Загалом (19 збірних) | 20     | 20     | 20     | 60      |

## Виступ українців
Склад команди України для участі в Кубку Європи з метань був затверджений рішенням виконавчого комітету Легкої атлетики України. Згодом з'ясувалось, що списометальник Олександр Ничипорчук пропустить Кубок Європи через травму. У складі збірної його замінив Дмитро Шеремет.
Проте, українським легкоатлетам так і недовелось виступити у Спліті. 6 травня збірна України прилетіла у Хорватію. Згідно з санітарними протоколами змагань, команди здають кілька тестів на коронавірус перед виїздом і по приїзду. Перед вильотом у всієї команди тести були негативними, але в Спліті один з тестів, Олександра Іваненка, дав позитивний результат. Повторний тест теж дав позитивний результат. Оскільки вся команда летіла разом, тобто був контакт, згідно з санітарними протоколами вся збірна була недопущена до змагань та змушена повернутись до України.

### Індивідуальна першість
| Дисципліна↓                       | Чоловіки                                   | Жінки     |         |                                        |           |     |
| Атлет                             | Місце                                      | Результат | Атлетка | Місце                                  | Результат |     |
| --------------------------------- | ------------------------------------------ | --------- | ------- | -------------------------------------- | --------- | --- |
| Ядро (дорослі)                    | Ігор Мусієнко Сумська область              | —         | DNS     | Ольга Голодна Київська область         | —         | DNS |
| Ядро (U23)                        | Артем Левченко Харківська область          | —         | DNS     | Тетяна Кравченко Київська область      | —         | DNS |
|                                   |                                            |           |         |                                        |           |     |
| Диск (дорослі)                    | Микита Нестеренко Дніпропетровська область | —         | DNS     | Наталія Семенова Донецька область      | —         | DNS |
| Диск (U23)                        | Олексій Кирилін Черкаська область          | —         | DNS     | Дар'я Гаркуша Дніпропетровська область | —         | DNS |
|                                   |                                            |           |         |                                        |           |     |
| Молот (дорослі)                   | Сергій Перевозніков Закарпатська область   | —         | DNS     | Альона Шуть Дніпропетровська область   | —         | DNS |
| Данило Федоров Херсонська область | —                                          | DNS       |         |                                        |           |     |
| Молот (U23)                       | Михайло Гаврилюк Івано-Франківська область | —         | DNS     | Валерія Іваненко Черкаська область     | —         | DNS |
|                                   |                                            |           |         |                                        |           |     |
| Спис (дорослі)                    | Дмитро Шеремет Львівська область           | —         | DNS     | Ганна Гацько Запорізька область        | —         | DNS |
| Спис (U23)                        | Артур Фельфнер Київська область            | —         | DNS     | Еріка Лукач Київська область           | —         | DNS |

### Командна першість
| Категорія↓   | Чоловіки                                                                          | Жінки |         |                                                             |      |   |
| Команда      | Місце                                                                             | Очки  | Команда | Місце                                                       | Очки |   |
| ------------ | --------------------------------------------------------------------------------- | ----- | ------- | ----------------------------------------------------------- | ---- | - |
| Дорослі      | Ігор Мусієнко Микита Нестеренко Сергій Перевозніков Данило Федоров Дмитро Шеремет | DNS   | —       | Ольга Голодна Наталія Семенова Альона Шуть Ганна Гацько     | DNS  | — |
| Молодь (U23) | Артем Левченко Олексій Кирилін Михайло Гаврилюк Артур Фельфнер                    | DNS   | —       | Тетяна Кравченко Дар'я Гаркуша Валерія Іваненко Еріка Лукач | DNS  | — |

## Онлайн-трансляція
Європейська легкоатлетична асоціація здійснювала вебтрансляцію змагань на власному YouTube-каналі:
- День 1 (8 травня) на YouTube
- День 2 (9 травня) на YouTube